# Parafia Wniebowzięcia Najświętszej Maryi Panny w Tyńcu Małym
Parafia Wniebowzięcia Najświętszej Maryi Panny w Tyńcu Małym – znajduje się w dekanacie Wrocław Krzyki w archidiecezji wrocławskiej. Erygowana w XII wieku.
Obsługiwana przez księży archidiecezjalnych. Jej proboszczem jest ks. mgr lic. Ireneusz Alczyk RM dziekan.

## Parafialne księgi metrykalne
| Księgi metrykalne | Okres ewidencji    |
| ----------------- | ------------------ |
| chrztów           | 1689 - 1728 1890 - |
| ślubów            | 1724 - 1729 1791 - |
| zgonów            | 1690 - 1728 1879 - |